# Jesús Terán Peredo
José de Jesús Terán Rafael Peredo, (Aguascalientes, México 14 de enero de 1821 - París, Francia 25 de abril de 1866) fue elegido gobernador sustituto del Estado de Aguascalientes tras la muerte de Felipe Cosío, pero no fue sino hasta el 14 de julio de 1857 que fue elegido como Gobernador Constitucional del Estado.

## Gestión política estatal
Durante su mandato, realizó diversas gestiones tendientes a beneficiar al sector campesino, como fueron el reparto de la Hacienda de San Ignacio entre los campesinos de la región, además apoyó a los horticultores y a la industria vinícola. También se preocupó por la educación, por lo que creó el denominado Instituto Científico y Literario de Aguascalientes, instituto que pasó a ser un antecedente directo de lo que ahora es la Universidad Autónoma del Estado; también creó la Escuela de Artes y Oficios. Fue él también quien durante su gestión, adquirió la casa que fuera del Marqués de Guadalupe, misma que perteneció a la familia Rincón Gallardo, inmueble que ahora es utilizado como sede del palacio de Gobierno.

## Gestión política federal e internacional
Más tarde, fue nombrado Secretario de Gobernación por Ignacio Comonfort, cargo que abandonó hacia  1862 debido a que no quería ser cómplice del auto golpe de Estado que se estaba gestando entre Comonfort y Félix Zuloaga. A partir de 1862, se integró a una Comisión Negociadora, debido a la inminente invasión de España, Francia e Inglaterra. Un año más tarde (1863) es nombrado embajador plenipotenciario frente a las cortes europeas así como representante personal del ejecutivo Federal por Benito Juárez, motivo por el que se dirigió a Europa con la misión de evitar que Maximiliano viniera a México y conseguir que se retiraran las tropas francesas.

## Muerte
Falleció en Francia el 25 de abril de 1866, a los 45 años, no sin antes haber conseguido la retirada de las tropas francesas de México, y lograr la neutralidad del Reino Unido. Fue sepultado en el cementerio Montmartre, lugar en el que permanecieron sus restos, hasta que fueron traídos a México por Arturo J. Pani en 1952. En la actualidad, sus restos descansan en la llamada Rotonda de los Hombres Ilustres, del panteón de la Salud, en la ciudad de Aguascalientes.

## Legado
En la actualidad, el que fuera su domicilio, mismo que se encuentra ubicado en la calle Francisco de Rivero y Gutiérrez, en la zona centro de Aguascalientes, se ubica la "Casa Terán". Espacio cultural abierto al público en el cual se ofrecen diversos servicios a los visitantes, además de que en ella se hace la venta de las artesanías realizadas en la Escuela de Artes y Oficios.